# HD 16219
HD 16219，又名BD+39 582，SAO 55715、HR 760，是一颗恒星，视星等为6.54，位于銀經144.09，銀緯-18.59，其B1900.0坐标为赤經2h 31m 4.3s，赤緯+39° -18.59′ 40″。